# 2005 au Portugal
Cet article présente les faits marquants de l'année 2005 au Portugal.

## Évènements
- 3 janvier : un léger tremblement de terre (magnitude 4,4) secoue le Sud du Portugal. Dégâts légers, pas de victimes.
- 20 février : pour la première fois depuis 1976, les socialistes obtiennent la majorité absolue lors des élections législatives anticipées (45 % et 121 sièges sur 230) tandis que les conservateurs obtiennent leur pire résultat depuis 1976 (28,7 % et 75 sièges).
- 14 mars : devenu Premier ministre, le leader socialiste José Sócrates forme son gouvernement.
- 22 juillet : quatre mois après sa nomination, le ministre des Finances Luis Campos e Cunha démissionne pour « raisons personnelles » et est remplacé par le président de l'autorité boursière, Teixeira dos Santos.